# 努瓦尔瓦勒
努瓦尔瓦勒（法語：Noirval，法語發音：[nwaʁval]）是法国大東部大區阿登省的一个市镇，属于武济耶区。

## 地理
努瓦尔瓦勒（49°27'34"N, 4°47'47"E）面积5 平方千米，位于法国大東部大區阿登省，该省份为法国北部内陆省份，西接埃纳省，南至马恩省，东临默兹省，北与比利时接壤。
与努瓦尔瓦勒接壤的市镇（或旧市镇、城区）包括：巴尔河畔贝尔维尔和沙蒂永、卡特尔尚。

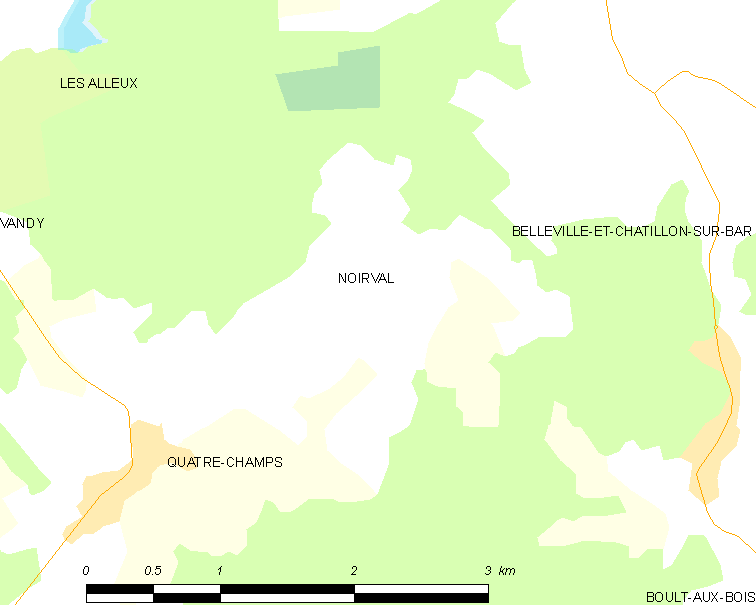
努瓦尔瓦勒的OSM定位图

努瓦尔瓦勒的时区为UTC+01:00、UTC+02:00（夏令时）。

## 行政
努瓦尔瓦勒的邮政编码为08400，INSEE市镇编码为08325。

## 政治
努瓦尔瓦勒所属的省级选区为武济耶县。

## 人口

1962-2008年间努瓦尔瓦勒人口变化图示

努瓦尔瓦勒于2022年1月1日时的人口数量为24人。